# Први латерански сабор
Први латерански сабор, који Западна црква још увек сматра и васељенским (екуменским) одржан је у епископској цркви у Ватикану од 18. марта до 6. априла 1123. године.
Сазвао га је папа Калист II. На сабору је учествовало око 300 црквених достојанственика. Сабор је у своја 22 канона регулисао још увек активан спор око инвеституре (потврђен је Вормски конкордат), одржавања Божјег мира, давања одрешења грехова крсташима, а додељивао је и посвете. Значајно је и то што је од времена тог концила на Западу започела својеврсна саборска пракса која ће до краја средњовековља извршити далекосежан утицај на Цркву, али и на световне државне институције. На Концилу је канонизован и један бискуп који је живео у 10. веку. 